# Carsten Wolf
Carsten Wolf (ur. 26 sierpnia 1964 w Poczdamie) – niemiecki kolarz torowy i szosowy, wicemistrz olimpijski oraz czterokrotny medalista torowych mistrzostw świata.

## Kariera
Pierwszy sukces w karierze Carsten Wolf odniósł w 1982 roku, kiedy został mistrzem świata juniorów w indywidualnym wyścigu na dochodzenie, a wraz z kolegami był drugi. Rok później wspólnie z Hansem-Joachimem Pohlem, Berndem Dittertem i Mario Hernigiem zdobył srebrny medal w drużynie na mistrzostwach świata w Zurychu. W 1987 roku razem z Rolandem Hennigiem, Dirkiem Meierem i Steffenem Blochwitzem w tej samej konkurencji zajął drugie miejsce podczas mistrzostw świata w Wiedniu. Reprezentanci NRD w składzie: Blochwitz, Meier, Hennig, Wolf i Uwe Preißler wywalczyli także srebrny medal drużynowo na igrzyskach olimpijskich w Seulu w 1988 roku, jednak największy sukces Carsten osiągnął rok później. Razem z Thomasem Liese, Guido Fulstem i Steffenem Blochwitzem zdobył złoto w tej konkurencji na mistrzostwach świata w Lyonie. Po  zjednoczeniu Niemiec w 1990 roku Wolf zdobył już tylko jeden medal na międzynarodowej imprezie - podczas mistrzostw świata w Manchesterze w 1996 roku razem z Andreasem Kappesem wywalczył brązowy medal w madisonie. Ponadto wielokrotnie zdobywał medale mistrzostw kraju i stawał na podium zawodów cyklu Six Days.